# Chokhatauri
Chokhatauri (in georgiano ჩოხატაური) è un comune della Georgia, situato nella regione di Guria.